# Мороз Лариса Захарівна
Мороз (Погрібна) Лариса Захарівна — український літературознавець, мистецтвознавець. Доктор філологічних наук (1997), кандидат мистецтвознавства (1969).

## Життєпис
Народилась 25 вересня 1940 р. в Харкові. Закінчила філологічний факультет Київського державного університету ім. Т. Г. Шевченка (1962).
Працювала науковим співробітником у відділі кінознавства Інституту мистецтвознавства, фольклору та етнографії ім. М. Т. Рильського НАН України (1963–1977), викладала у Київському державному інституті театрального мистецтва ім. І.Карпенка-Карого (1977–1980). З 1980 р. працює в Інституті літератури ім. Т. Г. Шевченка.
Автор книг: «Твори М. Коцюбинського на екрані» (К., 1971), «Українська кінодраматургія» (К., 1976), статей з питань кіномистецтва у збірниках і періодичній пресі про творчість М. Кропивницького, М. Старицького, І. Карпенка-Карого, Л. Українки, В. Винниченка, О. Довженка. Співавтор сценарію телефільму «Співає Дмитро Гнатюк» (1977). Член Національної Спілки кінематографістів України.

### Родина
- Батько — літературознавець Захар Мороз (1904—1958).
- Брат — кінорежисер Олексій Мороз (нар. 1946).